# Cheleutochroa
Genre
Cheleutochroa est un genre éteint d'acritarches, des microfossiles à paroi organique auxquels il n'est pas possible d'attribuer une affinité biologique avec certitude (on les regroupe dans les Biota incertae sedis).
Les espèces datent de l'Ordovicien.

## Liste des espèces
- †Cheleutochroa beechenbankensis Richards & Mullins, 2003
- †Cheleutochroa diaphorosa Turner, 1984
- †Cheleutochroa differta Uutela & Tynni, 1991
- †Cheleutochroa elegans Uutela & Tynni, 1991
- †Cheleutochroa gymnobrachiata Loeblich & Tappan, 1978
- †Cheleutochroa homoia Turner, 1984
- †Cheleutochroa meionia Turner, 1984
- †Cheleutochroa oculata Uutela & Tynni, 1991
- †Cheleutochroa ramosa Uutela & Tynni, 1991
- †Cheleutochroa rugosa Uutela & Tynni, 1991
- †Cheleutochroa tuberculosa Uutela & Tynni, 1991
- †Cheleutochroa venosa Uutela & Tynni, 1991
- †Cheleutochroa venosior Uutela & Tynni, 1991